# Hertogdom Milaan
Het hertogdom Milaan was een hertogdom in Noord-Italië. Het hertogdom ontstond in 1395 toen Gian Galeazzo Visconti de hertogelijke titel kocht van Wenceslaus, Rooms-Duits koning van het Heilige Roomse Rijk. Visconti was heer van Milaan.
In 1513 gingen vier van de zestien provincies van het hertogdom verloren aan Zwitserland en wel Lugano, Locarno, Mendrisio en Vallemaggia.
Met de Vrede van Cateau-Cambrésis (1559) werd het hertogdom verbonden met het Spaanse Rijk, maar het bleef formeel deel uitmaken van het Heilige Roomse Rijk.
Tijdens de Spaanse Successieoorlog (1701-1713) stonden de Oostenrijkse Habsburgers een deel van hun aanspraken op het hertogdom in 1703 af aan het huis Savoye in ruil voor hun steun bij het Verdrag van Turijn en wel de provincies Alessandria en Lomellina, verder Valsesia. De Vrede van Utrecht (1713) verdeelde het hertogdom volgens de eerder gemaakte verdragen tussen Oostenrijk en het Huis Savoye. Tijdens deze oorlog koos de hertog van Mantua de zijde van Frankrijk. De keizer deed de hertog daarop in de rijksban wegens felonie en confisqueerde zijn bezittingen. Hij beleende vervolgens zichzelf met het hertogdom Mantua. Omdat dit hertogdom grensde aan het hertogdom Milaan, werden de beide hertogdommen bestuurlijk verenigd.
Tijdens de Poolse Successieoorlog kocht Oostenrijk opnieuw de steun van het huis Savoye door in 1735 bij een Voorverdrag van Wenen de provincies Tortona en Novara af te staan.
Ook tijdens de Oostenrijkse Successieoorlog diende het hertogdom Milaan weer als koopwaar. In 1743 werden bij het Verdrag van Worms de provincies Bobbio en Vigevano, het grootste deel van de provincie Pavia en het grootste deel van het graafschap Anghiera afgestaan.
Dit alles werd in 1748 werd in 1748 bevestigd in de Vrede van Aken.
Oostenrijk was toen nog in het bezit van de provincies Milaan, Como, Lodi en Cremona en een klein deel van de provincie Pavia en een klein deel van het graafschap Anghiera.
In 1796 werd het hertogdom door Napoleon Bonaparte ingenomen, waarna het deel ging uitmaken van de Transpadaanse Republiek. In 1797 werd het verlies van Milaan door Oostenrijk bij de Vrede van Campo Formio erkend en werd het hertogdom officieel opgeheven.
Na het Congres van Wenen (1815) werd het hertogdom een deel van het koninkrijk Lombardije-Venetië, een onderdeel van het Keizerrijk Oostenrijk.

## Hertogen van Milaan
- Gian Galeazzo Visconti 1395-1402
- Gian Maria Visconti 1402-1412
- Filippo Maria Visconti 1412-1447
- Francesco I Sforza 1450-1466
- Galeazzo Maria Sforza 1466-1476
- Gian Galeazzo Sforza 1476-1494
- Ludovico Sforza 1494-1499
- Lodewijk XII van Frankrijk 1499-1500
- Ludovico Sforza 1500
- Lodewijk XII van Frankrijk 1500-1512
- Massimiliano Sforza 1512-1515
- Frans I van Frankrijk 1515-1521
- Francesco II Sforza 1521-1535
- Keizer Karel V 1535-1554
- Filips II van Spanje 1554-1598
- Filips III van Spanje 1598-1621
- Filips IV van Spanje 1621-1665
- Karel II van Spanje 1665-1700
- Filips V van Spanje 1700-1706
- Keizer Karel VI 1706-1740
- Maria Theresia 1740-1780
- Keizer Jozef II 1780-1790
- Keizer Leopold II 1790-1792
- Keizer Frans II 1792-1797